# Leptoglossus oppositus
Leptoglossus oppositus är en insektsart som först beskrevs av Thomas Say 1832.  Leptoglossus oppositus ingår i släktet Leptoglossus och familjen bredkantskinnbaggar. Inga underarter finns listade i Catalogue of Life.

## Bildgalleri

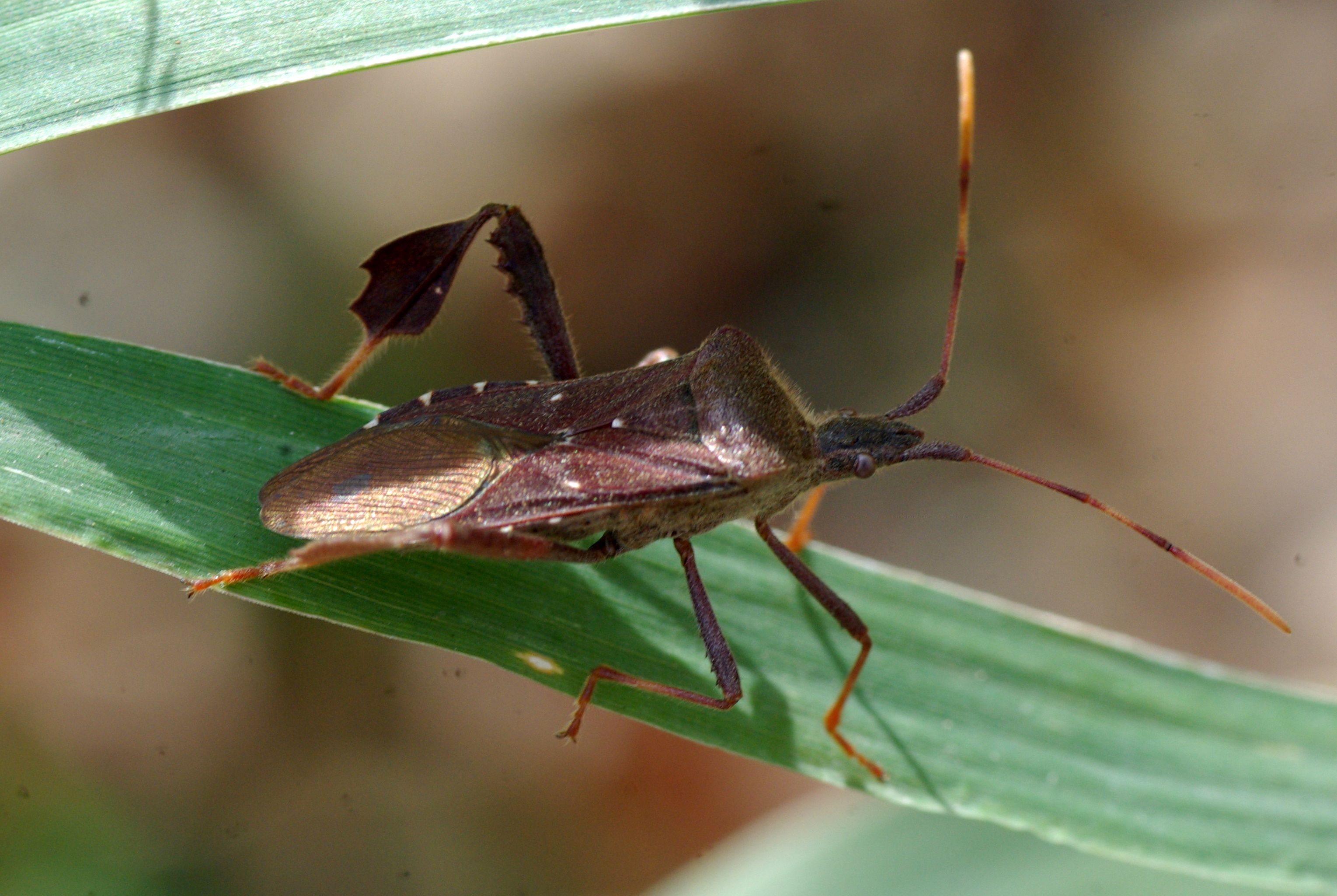